# Остров Беллинсгаузена
Остров Беллинсгаузена (англ. Bellingshausen Island) — небольшой вулканический остров в группе Саутерн-Туле архипелага Южные Сандвичевы острова в южной части Атлантического океана.

## Описание
Остров Беллинсгаузена был открыт в 1820 году Первой русской антарктической экспедицией, в 1930 году участниками плавания на английском корабле Дискавери II остров назван именем одного из первооткрывателей Антарктиды Ф. Ф. Беллинсгаузена.
Остров Беллинсгаузен входит в состав заморской территории Великобритании Южная Георгия и Южные Сандвичевы острова (то есть принадлежит Великобритании, но не являются её частью) — но права на все территории в Антарктике заморожены на период действия международного договора.
Последний кратер на острове образовался между 1964 и 1986 годами.
Не следует путать остров Беллинсгаузена с островом Ватерлоо (Кинг Джордж) (в числе Южных Шетландских островов), на котором находится антарктическая станция Беллинсгаузен.

## Геология
Андезитовые и базальтовые породы стратовулкана.